# Chris Parks
Chris J. Parks (n. 4 octombrie 1973) este un wrestler american, cunoscut și sub numele de ring Abyss. În prezent , acesta evoluează în promoția Total Nonstop Action Wrestling.